# Prestwich
Prestwich is een stad in het district Bury, in het Engelse graafschap Greater Manchester. De plaats, gelegen ten noorden van de stad Manchester, telt 31.693 inwoners. Prestwich ligt vlak bij de Irwell, een 63 km lange rivier die doorheen North West England stroomt.

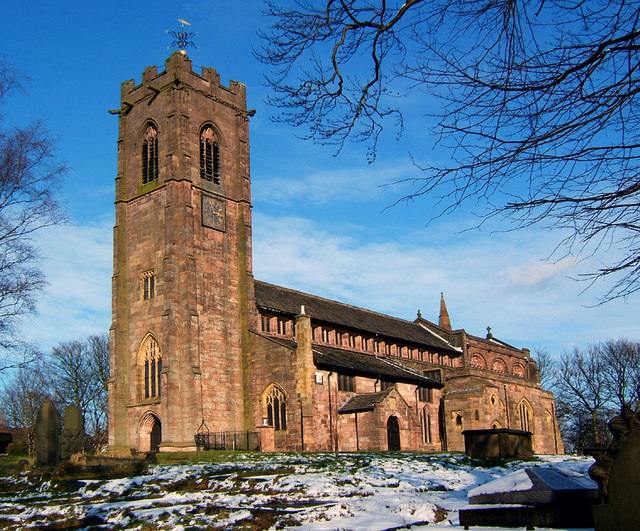
St Mary's Church in Prestwich